# Pseudomasaris cazieri
Pseudomasaris cazieri är en stekelart som beskrevs av Richard Mitchell Bohart 1963. Pseudomasaris cazieri ingår i släktet Pseudomasaris och familjen Masaridae. Inga underarter finns listade i Catalogue of Life.